# Powierzchnia Coonsa

Przykład powierzchni Coonsa: kolorami zaznaczono krzywe brzegowe, siatka aproksymuje powierzchnię

Powierzchnia Coonsa – powierzchnie będące wynikiem interpolacji (liniowej lub innej) czterech brzegowych parametrycznych krzywych przestrzennych. Są stosowane w modelowaniu geometrycznym CAD.
Nazwa pochodzi od nazwiska Stevena Coons, który opisał te powierzchnie w pracy doktorskiej pt. Surfaces for Computer-Aided Design of space forms.

## Definicja
Krzywe muszą mieć wspólne końce w przestrzeni. Dziedziną powierzchni jest kwadrat {\displaystyle [0,1]\times [0,1],} natomiast dziedziny krzywych to odcinki na jego brzegach: {\displaystyle [u,1],} {\displaystyle [u,0],} {\displaystyle [0,w]} oraz {\displaystyle [1,w],} gdzie parametry {\displaystyle u,w\in [0,1].}
Funkcje interpolujące {\displaystyle \alpha (u)} i {\displaystyle \beta (w)} muszą być ciągłe i monotoniczne na przedziale {\displaystyle [0,1].} Muszą też spełniać następujące równości: {\displaystyle \alpha (0)=0} i {\displaystyle \alpha (1)=1,} {\displaystyle \beta (0)=1} i {\displaystyle \beta (1)=0.}
Powierzchnia Coonsa dana jest równaniem:
{\displaystyle S(u,w)=S_{1}(u,w)+S_{2}(u,w)-S_{3}(u,w)}
gdzie:
{\displaystyle S_{1}(u,w)=\alpha (u)S(0,w)+\beta (u)S(1,w)}
{\displaystyle S_{2}(u,w)=\alpha (w)S(u,0)+\beta (w)S(u,1)}
{\displaystyle S_{3}(u,w)=[\alpha (u)S(0,0)+\beta (u)S(1,0)]\alpha (w)+[\alpha (u)S(0,1)+\beta (u)S(1,1)]\beta (w)}
Dla interpolacji liniowej ({\displaystyle \alpha (x)=x,} {\displaystyle \beta (x)=1-x}) wynoszą:
{\displaystyle S_{1}(u,w)=(1-u)S(0,w)+uS(1,w)}
{\displaystyle S_{2}(u,w)=(1-w)S(u,0)+wS(u,1)}
{\displaystyle S_{3}(u,w)=(1-u)(1-w)S(0,0)+u(1-w)S(1,0)+(1-u)wS(0,1)+uwS(1,1)}
W tym przypadku {\displaystyle S_{1}} i {\displaystyle S_{2}} to powierzchnie prostokreślne, natomiast {\displaystyle S_{3}} to powierzchnia powstała z interpolacji punktów w narożnikach.

## Powierzchnia Gordona
Powierzchnia Gordona jest uogólnieniem powierzchni Coonsa, w którym interpoluje się dwie rodziny krzywych.

## Literatura dodatkowa
- Steven A. Coons, Surfaces for Computer-Aided Design of space forms, 1967, MIT